# Kroyeria caseyi
Kroyeria caseyi är en kräftdjursart som beskrevs av Robert von Albkron Benz och Deets 1986. Kroyeria caseyi ingår i släktet Kroyeria och familjen Kroyeriidae. Inga underarter finns listade i Catalogue of Life.